# Gastrocopta contracta
Gastrocopta contracta är en snäckart som först beskrevs av Thomas Say 1822.  Gastrocopta contracta ingår i släktet Gastrocopta och familjen puppsnäckor. Inga underarter finns listade i Catalogue of Life.